# Псофида
Псофида е неголям град в Аркадия. Свързан е предимно с Тиванския цикъл легенди в древногръцката митология. Митовете са свързани с името на владетеля ѝ -Алкмеон и неговата жена Алфесибея.